# Average White Band
Gli Average White Band sono un gruppo musicale funk della Scozia, formatosi negli anni settanta a Dundee. Il loro nome significa "la band del bianco medio".
Si fanno conoscere dal grande pubblico suonando a spalla di Eric Clapton al Rainbow Theatre di Londra nel 1973.
Il genere musicale che li rappresenta va dal Blue-eyed soul al funk, dal soul alla disco.
Nel 1975 si portano nella prima posizione della classifica americana Billboard Hot 100 con il singolo Pick Up the Pieces.

## Formazione
- Onnie McIntyre (nato Owen McIntyre, 25 settembre 1945, Lennoxtown, Scozia) - voce / chitarra
- Alan Gorrie (nato Alan Edward Gorrie, 19 luglio 1946, Perth, Scozia) - chitarra, basso e voce
- Malcolm "Molly" Duncan (nato Malcolm Duncan, 24 agosto 1945, Montrose, Scozia - morto 8 ottobre 2019) - sassofono tenore.
- Roger Ball (nato 4 giugno 1944, Broughty Ferry, Scozia) — Tastiera / sassofono - fino al 1989
- Hamish Stuart (nato James Hamish Stewart, 8 ottobre 1949, Glasgow, Scozia) — chitarra, basso e voce - fino al 1982
- Robbie McIntosh (nato Robert Broderick James McIntosh, 6 maggio 1950, Dundee, Scozia — morto 23 settembre 1974) - batteria
- Steve Ferrone (nato Stephen Ferrone, 25 aprile 1950, Brighton, Inghilterra) — batteria - 1974/1982

## Discografia

### Albums
| Anno | Album                 | UK | US  |
| ---- | --------------------- | -- | --- |
| 1973 | Show Your Hand        | -  | 391 |
| 1974 | AWB                   | 6  | 1   |
| 1975 | Cut the Cake          | 28 | 4   |
| 1976 | Soul Searching        | 60 | 9   |
| 1977 | Benny & Us            | -  | 33  |
| 1978 | Warmer Communications | -  | 28  |
| 1979 | Feel No Fret          | 15 | 32  |
| 1980 | Shine                 | 14 | 116 |
| 1982 | Cupid's In Fashion    | -  | -   |
| 1989 | Aftershock            | -  | -   |
| 1997 | Soul Tattoo           | -  | -   |
| 2003 | Living In Colour      | -  | -   |

Note
- 1 Charted in 1975 when re-issued as Put It Where You Want It.

### Live albums
| Anno | Album            | UK | US |
| ---- | ---------------- | -- | -- |
| 1976 | Person To Person | -  | 28 |
| 1999 | Face To Face     | -  | -  |
| 2006 | Soul & The City  | -  | -  |
| 2009 | Times Squared    | -  | -  |

### Compilation
| Anno | Album                | UK | US  |
| ---- | -------------------- | -- | --- |
| 1980 | Volume VIII          | -  | 182 |
| 1994 | Let's Go Round Again | 38 | -   |
| 2005 | Greatest & Latest    | -  | -   |

### Singoli
| Anno | Single                       | UK | US | R&B |
| ---- | ---------------------------- | -- | -- | --- |
| 1974 | Pick Up the Pieces           | 6  | 1  | 5   |
| 1975 | Cut The Cake                 | 31 | 10 | 7   |
| 1975 | If I Ever Lose This Heaven   | -  | 39 | 25  |
| 1975 | School Boy Crush             | -  | 33 | 22  |
| 1976 | Queen Of My Soul             | 23 | 40 | 21  |
| 1976 | A Love Of Your Own           | -  | -  | 35  |
| 1977 | Cloudy                       | -  | -  | 55  |
| 1977 | Get It Up                    | -  | -  | 21  |
| 1978 | Your Love Is A Miracle       | -  | -  | 33  |
| 1979 | Walk On By                   | 46 | 92 | -   |
| 1979 | When Will You Be Mine?       | 49 | -  | 33  |
| 1980 | Let's Go Round Again         | 12 | 53 | 33  |
| 1980 | For You For Love             | 46 | -  | 60  |
| 1994 | Let's Go Round Again (Remix) | 56 | -  | -   |

### Altro
- Up (1976) - Morrissey - Mullen
- The Atlantic Family Live at Montreux (1977)